# Situació de competició
Situació de competició és una expressió utilitzada en electrònica i en programació concurrent. Prové de l'anglès race condition (tot i que seria millor parlar d'estat de competició, igual que es parla d'estat d'espera). Una situació de competició descriu l'error que es produeix en programes o circuits lògics quan no han estat dissenyats adequadament per a la seva execució simultània amb altres.
Un exemple típic és l'interbloqueig que es produeix quan dos processos estan esperant que l'altre faci una acció. Com que els dos estan esperant, cap arriba a realitzar l'acció que l'altre espera.
Aquest tipus d'errors de programació poden ser aprofitats per exploits locals per a vulnerar els sistemes.